# Neuraxis
Neuraxis es una banda de death metal formada en Montreal en 1994 por Steven Henry y Yan Thiel. Su primer álbum, Imagery, fue grabado en 1996 y producido por Jean- Francois Dagenais en Peter Pan Studio en Montreal. Fue lanzado el 6 de febrero de 1997. Desde entonces han lanzado otros tres álbumes, A Passage into Forlorn en 2001 y Truth Beyond... en 2002. Su álbum más reciente, Trilateral Progression fue lanzado el 13 de septiembre de 2005. En 2007, la banda participó en el Domination Tour junto con Rotting Christ, Incantation y Malevolent Creation.

## Miembros

### Miembros actuales
- Robin Milley - Guitarra
- Yan Thiel - Bajo
- Tommy McKinnon - Batería
- Will Seghers - Guitarra
- Alex Leblanc - Voz

### Miembros anteriores
- Nels Bergquist - Guitarra
- Chris Alsop - Voz
- Daniel Busch - Voz
- Martin Auger - Batería
- Alex Erian - Batería
- Ian Campbell - Voz

## Discografía
- Imagery (album) (1997)
- In Silence (Demo, 1999)
- Virtuosity (Demo, 1999)
- A Passage into Forlorn (2001)
- Truth Beyond... (2002)
- Trilateral Progression (2005)
- Live Progression (2007)
- The Thin Line Between (2008)
- Asylon (2011)